# Le Cauchemar d'Innsmouth
Le Cauchemar d'Innsmouth (titre original : The Shadow over Innsmouth) est un roman court d'horreur fantastique de l'écrivain américain Howard Phillips Lovecraft publié en 1936. 
Le Cauchemar d'Innsmouth est achevée par Lovecraft en 1931. Son récit relate la volonté d'un jeune homme de percer les mystères d'Innsmouth, un village côtier fictif du Massachusetts qui abriterait des êtres hybrides — quelque chose entre le poisson, la grenouille et l'humain — vouant un culte à Cthulhu et à Dagon, un dieu philistin intégré au Mythe de Cthulhu. Dagon était déjà évoqué dans une courte nouvelle du même nom parue en 1919.

## Résumé
Le narrateur, Robert Olmstead, amateur de civilisations anciennes et venant de fêter sa majorité, entreprend un voyage à travers la Nouvelle-Angleterre afin d'en apprendre un peu plus sur ses origines.
Arrivé à la gare de Newburyport pour prendre le train vers Arkham, il découvre l'existence d'une ligne de bus passant par la mystérieuse et lugubre Innsmouth. Cette option lui semble bien plus avantageuse au vu de sa maigre bourse, mais étrangement les gens semblent avoir un dégoût profond pour ce village aux habitants peu commodes et physiquement très peu avantagés. Après une visite au musée de Newburyport où il découvre des bijoux forgés dans un métal inconnu et aux décorations étranges, sa curiosité envers la ville est accrue, et c'est ainsi que le lendemain, il s'embarque dans le bus conduit par un autochtone, Joe Sargent. En débarquant à Innsmouth, il est tout d'abord frappé par l'odeur de poisson qui y règne. Innsmouth était une ville prospère vivant du contenu de ses filets de pêche qui ne désemplissaient jamais, mais elle perdit beaucoup d'importance avec la Guerre civile. Le jeune homme est tiraillé entre un certain dégoût pour cette ville et une admiration certaine pour son architecture du siècle passé conservée presque sans altérations.
La plupart des habitants d'Innsmouth ont une morphologie étrange, quasi-batracienne. Un culte païen, l'Ordre ésotérique de Dagon, a remplacé la religion chrétienne. Convaincu que quelque chose d'anormal se passe dans cette ville, Olmstead mène l'enquête. Après s'être renseigné auprès d'un jeune épicierissu d'une autre localité, seul habitant « normal » de cette ville, et d'un vieillard alcoolique, Zadok Allen, la curiosité qui l'a poussé à venir à Innsmouth fait bientôt place à l'horreur : il semblerait que ce soit un ancien capitaine de navire, Obed Marsh, qui ait été l'initiateur local du culte de Dagon depuis son retour d'un voyage en Polynésie dans les années 1800. Le rocher du Diable, au large de la ville, abriterait Ceux des profondeurs, des créatures aquatiques qui se reproduiraient avec les habitants en échange de bijoux et de poissons. Les confidences du vieil homme sont soudain interrompues lorsque ce dernier comprend qu'on les surveille, bien qu'Olmstead ne voie rien.
Bien que sceptique, Olmstead décide de ne pas s'attarder. Mais, au retour de l'autobus, quelqu'un parle à Joe Sargent dans une langue inconnue. Ce dernier prétend alors que son véhicule est en panne. Olmstead, malgré sa répugnance, se résout à louer une chambre en ville. La nuit venue, il comprend qu'une embuscade va lui être tendue et s'échappe de l'hôtel. Commence alors une fuite pour tenter de s'échapper d'Innsmouth, cernée par Ceux des profondeurs. Au matin, Olmstead parvient à gagner un village voisin et à prévenir les autorités, qui enquêtent, ce qui aboutit l'hiver suivant à une expédition militaire dans le plus grand secret. 
Olmstead n'est pas au bout du cauchemar. En enquêtant sur sa généalogie, il comprend qu'il a du sang des Marsh. Plus tard, son corps commence à subir des transformations physiques identiques à celles touchant les habitants d'Innsmouth. Il envisage un temps de se suicider, comme un oncle avant lui, mais se sent irrésistiblement attiré par les profondeurs de la mer. 

## Intertextualité
« Soudain je vis la chose. Dans un léger remous au-dessus des eaux troubles, elle émergea. D’un aspect répugnant, d’une taille aussi imposante que celle de Polyphème, ce gigantesque monstre de cauchemar s’élança rapidement sur le monolithe, l’étreignit de ses grands bras couverts d’écailles, tandis qu’il inclinait sa tête hideuse en proférant une sorte d’incantation […] »
C'est en ces mots que Lovecraft décrit le monstre dans sa nouvelle Dagon parue dans The Vagrant en novembre 1919. L'auteur n'a jamais précisé si la créature est un spécimen de Ceux des profondeurs ou le Grand Ancien lui-même. De même qu'il n'est pas clair, dans The Shadow over Innsmouth, si Dagon et Mère Hydra, vénérés par l'Ordre ésotérique fondé par Obed Marsh, font partie des Grands Anciens ou ne sont que de simples suppôts de Cthulhu.

## Adaptations

### Bande dessinée
- Alberto Breccia, Les mythes de Cthulhu, sur des scénarios de Norberto Buscaglia, d'après Howard Phillips Lovecraft, éd. Les Humanoïdes Associés, 1979 (reprend les nouvelles éditées dans le trimestriel Métal Hurlant en 1978-79 ; réédité par Rackham en 2008).
- Go Tanabe, Le Cauchemar d'Innsmouth, d'après H. P. Lovecraft, ed. Ki-oon, trad. Sylvain Chollet, 2021  (ISBN 979-1032708248).

### Cinéma
- 2001 : Dagon, film espagnol réalisé par Stuart Gordon. En dépit du titre, il s'agit d'une adaptation du Cauchemar d'Innsmouth et non de la nouvelle Dagon. Transposée au nord-ouest de l'Espagne, la ville côtière d'Innsmouth est renommée « Imboca », jeu de mots[4] qui se rapproche phonétiquement d'une traduction littérale (boca est la traduction espagnole de « bouche », mouth en anglais) ; en outre, ce nom rappelle le verbe castillan invocar, « invoquer »[5].
- 2020 : Un studio d'effets spéciaux (Providence VFX) a pour la première fois reproduit la ville d'Innsmouth en images de synthèse.

### Jeu vidéo
- Le jeu vidéo Call of Cthulhu: Dark Corners of the Earth (2006) se déroule à Innsmouth[6],[7],[8].
- Le jeu vidéo The Sinking City (2019) aborde le sujet de la malédiction d'Innsmouth et de Dagon.
- Le jeu vidéo The Elder Scrolls IV: Oblivion (2006) possède une quête appelée "Ombre sur Coupeterre", inspirée d'Innsmouth, cette quête suit une intrigue similaire à celle de la nouvelle de Lovecraft. Le joueur se rend dans une petite ville mystérieuse et y découvre que les habitants font partie d'un culte qui vénère des êtres vivants sous terre. Les habitants de la ville appellent ces êtres "Les Profonds".

### Jeu de rôle
- Innsmouth et ses habitants sont évoqués ou mis en scène dans de nombreuses extensions du jeu de rôle L'Appel de Cthulhu édité par Chaosium, notamment Escape from Innsmouth (1992) et Before the Fall (1998).

- L'histoire à également été reprise dans le jeu de plateau Les demeures de l'épouvante (en), édité par Fantasy Flight Games, notamment dans le scénario Le cauchemar d'Innsmouth disponible dans la boîte standard de la seconde édition des Demeures de l' épouvante.

## Influences littéraires
- Fred Chappell (trad. de l'anglais par Maurice-Edgar Coindreau, préf. Maurice-Edgar Coindreau), Dagon : le dieu-poisson [« Dagon »], Paris, Christian Bourgois, coll. « Fictives », 1994 (1re éd. 1970), 281 p. (ISBN 2-267-01216-2, présentation en ligne sur le site NooSFere)L'Académie française a élu ce roman « meilleur livre étranger de l'année 1972 »[9].
- Robert M. Price (éd.), Tales Out of Innsmouth : New Stories of the Children of Dagon, Chaosium, 1999, 294 p.
- Robert M. Price (éd.), The Innsmouth Cycle, Chaosium, 2006, 256 p.  (ISBN 1-56882-199-9)
- Stephen Jones (éd.), Shadows Over Innsmouth, Titan Books, 2013, 480 p.  (ISBN 9781781165287)
- Stephen Jones (éd.), Weird Shadows Over Innsmouth, Titan Books, 2013, 480 p.  (ISBN 9781781165294)
- Stephen Jones (éd.), Weirder Shadows Over Innsmouth, Fedogan & Bremer, 2014, 331 p.  (ISBN 9781783291311)

#### Éditions du texte

##### Traductions françaises
- Howard Phillips Lovecraft et al. (édition présentée et établie par Francis Lacassin), Howard Phillips Lovecraft, vol. 1 : Les mythes de Cthulhu. Légendes du mythe de Cthulhu. Premiers contes. L'art d'écrire selon Lovecraft, Paris, Robert Laffont, coll. « Bouquins », 1991, 1re éd., XXXVI-1174 p. (ISBN 2-221-05684-1, présentation en ligne sur le site NooSFere).

#### Études et essais
- (en) Antonio Alcalá González, « From the Sea and Beyond : Lovecraft's Sea Monsters », Gothic Studies, Manchester, Manchester University Press, vol. 19, no 2 « Nautical Gothic »,‎ novembre 2017, p. 85-97 (ISSN 1362-7937, DOI 10.7227/GS.0031).
- (en) Antonio Alcalá González, « Degeneration in H. P. Lovecraft and William Hope Hodgson », dans Clive Bloom (dir.), The Palgrave Handbook of Contemporary Gothic, Basingstoke, Palgrave Macmillan, 2020, XVIII-1253 p. (ISBN 978-3-030-33135-1), p. 1209-1222.
- (en) Tracy Bealer, « "The Innsmouth Look" : A Cross-Disciplinary Inquiry », Journal of Philosophy : A Cross-Disciplinary Inquiry, vol. 6, no 14,‎ 2011, p. 44-50 (DOI 10.5840/jphilnepal20116145).
- (en) Bert Atsma, « Scales of Horror », Crypt of Cthulhu, Bloomfield (New Jersey), Cryptic Publications, no 18 (vol. 3, no 2),‎ yule, 1983, p. 16–18.
- (en) T.G.L. Cockcroft, « Some Notes on The Shadow other Innsmouth », Lovecraft Studies, West Warwick, Necronomicon Press, no 3,‎ automne 1980, p. 3-4.
- (en) David Farnell, « Unlikely Utopians : Ecotopian Dreaming in H.P. Lovecraft's The Shadow over Innsmouth and Octavia Butler's Lilith's Brood », Arena Journal, nos 35-36,‎ 2011, p. 141-156 (ISSN 1320-6567).
- (en) Mitch Frye, « The Refinement of "Crude Allegory" : Eugenic Themes and Genotypic Horror in the Weird Fiction of H.P. Lovecraft », Journal of the Fantastic in the Arts, vol. 17, no 3,‎ automne 2006, p. 237-254 (JSTOR 26390171).
- (en) Sam Gafford, « The Shadow other Innsmouth : Lovecraft's Melting Pot », Lovecraft Studies, West Warwick, Necronomicon Press, no 24,‎ printemps 1991, p. 6-13.
- (en) Rebecca Janicker, « New England Narratives : Space and Place in the Fiction of H. P. Lovecraft », Extrapolation, University of Texas at Brownsville, vol. 48, no 1,‎ printemps 2007, p. 56-72 (ISSN 0014-5483 et 2047-7708, DOI 10.3828/extr.2007.48.1.6).
- (en) S. T. Joshi et David Schultz, « Introduction », dans Howard Phillips Lovecraft, The Shadow over Innsmouth, West Warwick, Necronomicon Press, 1997, 2e éd. (1re éd. 1994) (ISBN 978-0-94-088466-3), p. 9-25.
- (en) S. T. Joshi et David Schultz, An H. P. Lovecraft Encyclopedia, New York, Hippocampus Press, 2004 (1re éd. 2001), 362 p. (ISBN 0-9748789-1-X, présentation en ligne).
- (en) S. T. Joshi, The Rise and Fall of the Cthulhu Mythos, Poplar Bluff, Mythos Books, 2008, 324 p. (ISBN 978-0-9789911-8-0, présentation en ligne)Réédition augmentée : (en) S. T. Joshi, The Rise, Fall, and Rise of the Cthulhu Mythos, New York, Hippocampus Press, 2015, 357 p. (ISBN 978-1-61498-135-0, présentation en ligne).
- (en) Sonja M. Karlaš, « Cosmic Horror, Gothic Body and the Text : H. P. Lovecraft's "The Shadow over Innsmouth" », Journal for Languages & Literatures of the Faculty of Philosophy in Novi Sad / Zbornik za Jezike i Knjizevnosti Filozofskog Fakulteta u Novom Sadu, vol. 3,‎ 2013, p. 149-159 (lire en ligne).
- (en) Anna Klein, « Misperceptions and Malignity : Narrative Form and the Threat to America's Modernity in « The Shadow over Innsmouth » », Lovecraft Annual, New York, Hippocampus Press, no 6,‎ 2012, p. 182-198 (ISBN 978-1-61498-049-0, JSTOR 26868459).
- (en) John Langan, « The Small-Town Horror », dans S.T. Joshi (dir.), Icons of Horror and the Supernatural : An Encyclopedia of Our Worst Nightmares, vol. 2, Westport (Connecticut) / Londres, Greenwood Press, 2007, 796 p. (ISBN 978-0-313-33780-2 et 0-313-33782-9), p. 537-563.
- (en) Randall Larson, « Innsmouth Spawn », Crypt of Cthulhu, Bloomfield (New Jersey), Cryptic Publications, no 51 (vol. 7, no 1),‎ 1987, p. 9-14 (lire en ligne).
- (en) Bennett Lovett-Graff, « Shadows over Lovecraft : Reactionary Fantasy and Immigrant Eugenics », Extrapolation, vol. 38, no 3,‎ 1997, p. 175-192 (DOI 10.3828/extr.1997.38.3.175).
- Pierre Lurbe, « Du spectaculaire au spéculaire : étude de The Shadow over Innsmouth de H. P. Lovecraft », dans Le Monstrueux dans la littérature et la pensée anglaises : actes du colloque d'Aix-en-Provence, 19-20 avril 1985, Aix-en-Provence, Centre aixois de recherches anglaises, Université de Provence, « CARA » no 6, décembre 1985, p. 185-194.
- Michel Meurger, Lovecraft et la S.-F., vol. 2, Amiens, Encrage, coll. « Travaux » (no 21), 1994, 190 p. (ISBN 2-906389-49-8), « Les Rituels sous-marins et leur fonction chez Lovecraft, Wells et Victor Rousseau », p. 37-45.
- Michel Meurger, Lovecraft et la S.-F., vol. 2, Amiens, Encrage, coll. « Travaux » (no 21), 1994, 190 p. (ISBN 2-906389-49-8), « Le Monstre marin et la femme », p. 46-57.
- (en) Will Murray, « Dagon in Puritan Massachusetts », Lovecraft Studies, West Warwick, Necronomicon Press, no 11,‎ printemps 1985, p. 66-70 (lire en ligne)Traduction française : Will Murray (trad. Joseph Altairac), « Dagon dans le Massachusetts puritain », Études lovecraftiennes, Ermont, Joseph Altairac, no 1,‎ 1988, p. 17-25.
- (en) Will Murray, « Where was the Place of Dagon ? », Crypt of Cthulhu, Bloomfield (New Jersey), Cryptic Publications, no 53 (vol. 7, no 3),‎ 1988, p. 14-17 (lire en ligne).
- (en) Juan Luis Pérez de Luque, « Lovecraft, Reality and the Real : A Žižekian Approach », Lovecraft Annual, New York, Hippocampus Press, no 7,‎ 2013, p. 187-203 (ISBN 978-1-61498-073-5, JSTOR 26868476).
- (en) Juan Luis Pérez de Luque, « Fish You Can't Leave Behind : Deep Ones and Other Creatures as Symbols of Corruption in the Narratives of H. P. Lovecraft », dans Agnieszka Stasiewicz-Bienkowska et Karen Graham (dir.), Monstrous manifestations : Realities and the Imaginings of the Monster, Brill, 2019 (ISBN 978-1-84888-202-7, DOI 10.1163/9781848882027_014), p. 129-138.
- (en) Mattias Pettersson, Racism and fear in H.P. Lovecraft's The Shadow over Innsmouth, université de Karlstad, Faculty of Arts and Social Sciences, 2016.
- (en) Harold Hadley Copeland (alias Robert M. Price), « The Real Father Dagon », Crypt of Cthulhu, Bloomfield (New Jersey), Cryptic Publications, no 9 (vol. 2, no 1) « Cthulhu Issue »,‎ toussaint, 1982, p. 23-24 (lire en ligne).
- (en) Kermit Marsh III (alias Robert M. Price), « Derleth’s Use of the Words « Ichthic » and « Batrachian » », Crypt of Cthulhu, Bloomfield (New Jersey), Cryptic Publications, no 9 (vol. 2, no 1) « Cthulhu Issue »,‎ toussaint, 1982, p. 26-28 (lire en ligne).
- (en) Robert M. Price et Tani Jantsang, « Obed and Obadiah Marsh », dans Robert M. Price (dir.), The Horror of It All : Encrusted Gems from the Crypt of Cthulhu, Mercer Island, Starmont House Inc., 1990 (ISBN 978-1-55-742123-4), p. 91-92.
- (en) Brandon Reynolds, « Lovecraft's Avatars : Azathoth, Nyarlathotep, Dagon, and Lovecraftian Utopias », Lovecraft Annual, New York, Hippocampus Press, no 3,‎ 2009, p. 96-108 (ISBN 978-0-9824296-2-4, JSTOR 26868392).
- (en) Jeffrey Shanks, « Darwin and the Deep Ones : Anthropological Anxiety in « The Shadow over Innsmouth » and Other Stories », Lovecraftian Proceedings, New York, Hippocampus Press, no 2,‎ août 2017, p. 131-144 (ISBN 978-1-61498-190-9).